# Lincoln MKS
Lincoln MKS – samochód osobowy klasy luksusowej produkowany pod amerykańską marką Lincoln w latach 2008 – 2016.

## Historia i opis modelu

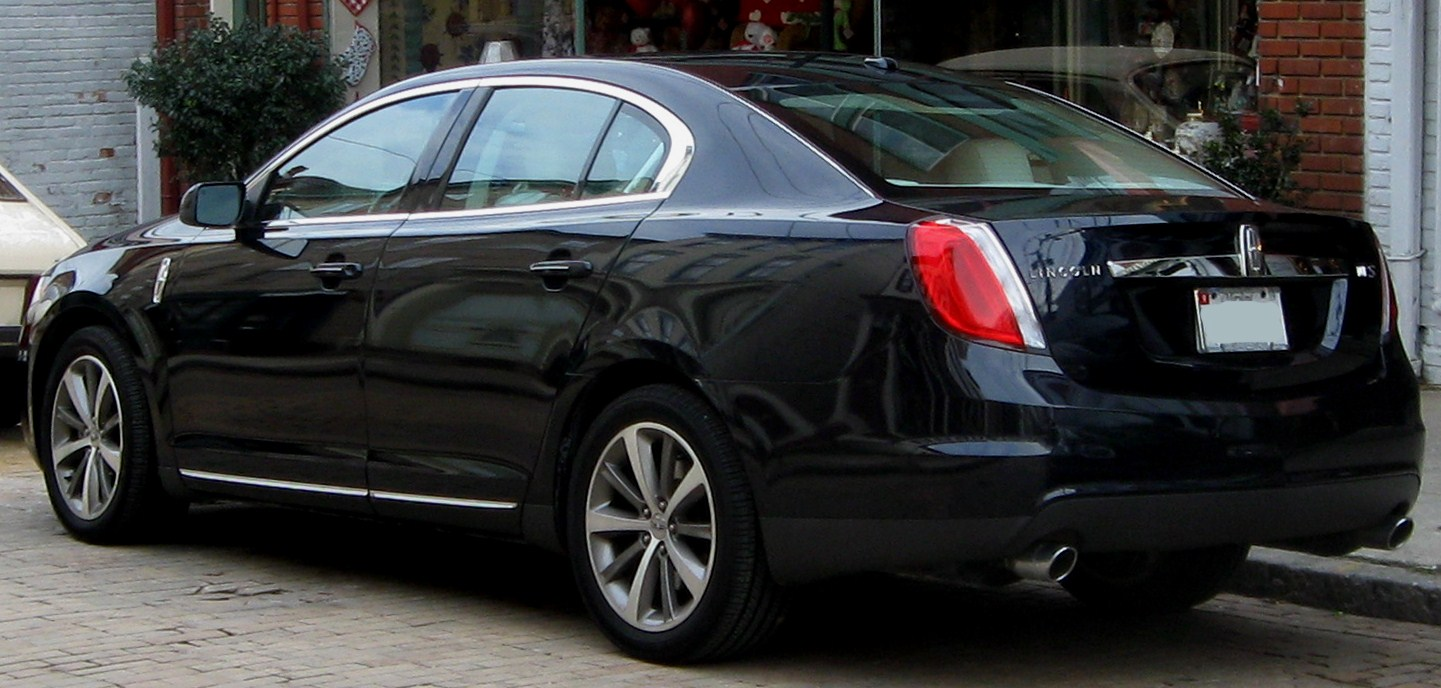
Lincoln MKS - tył

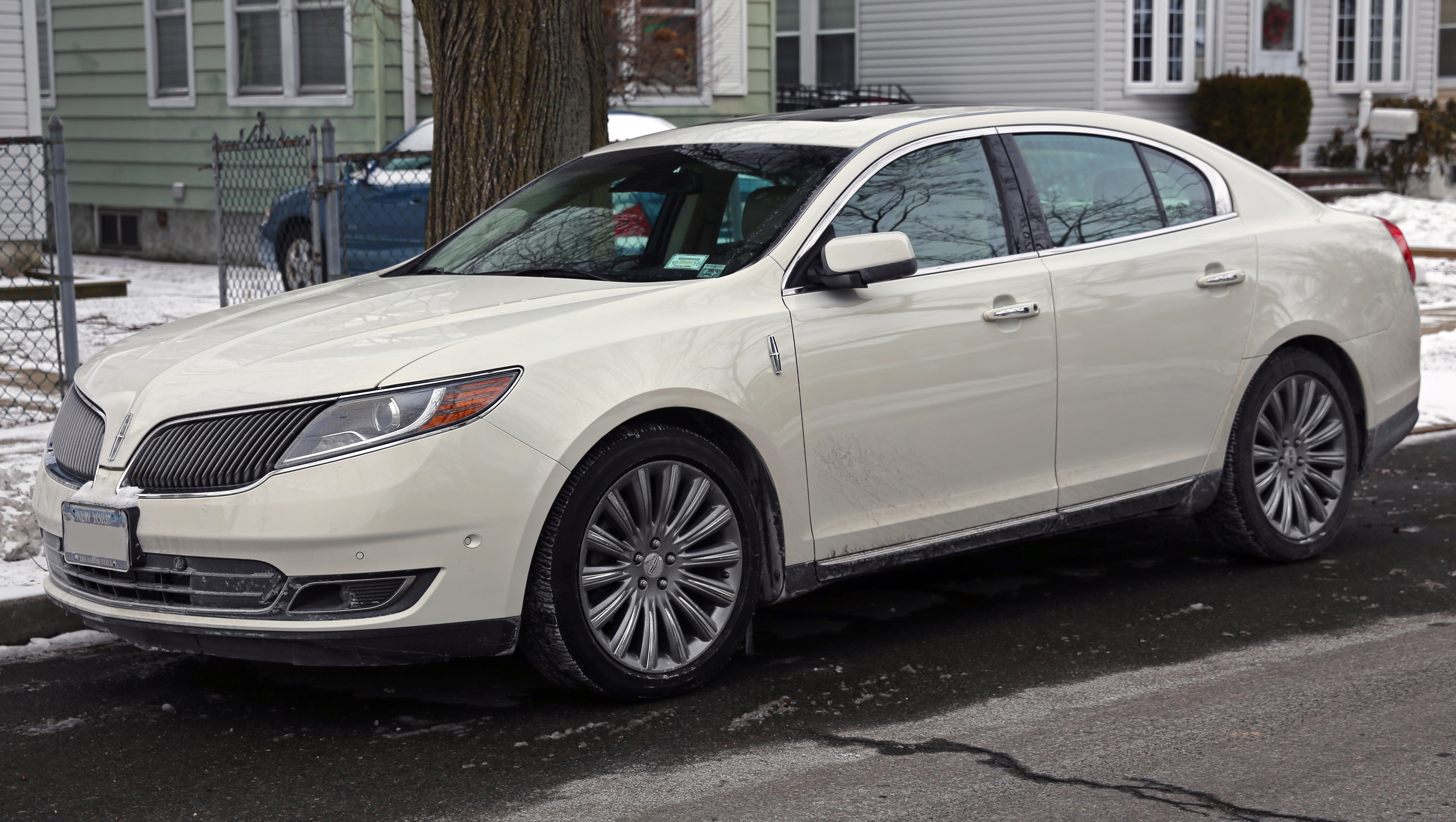
Lincoln MKS po liftingu

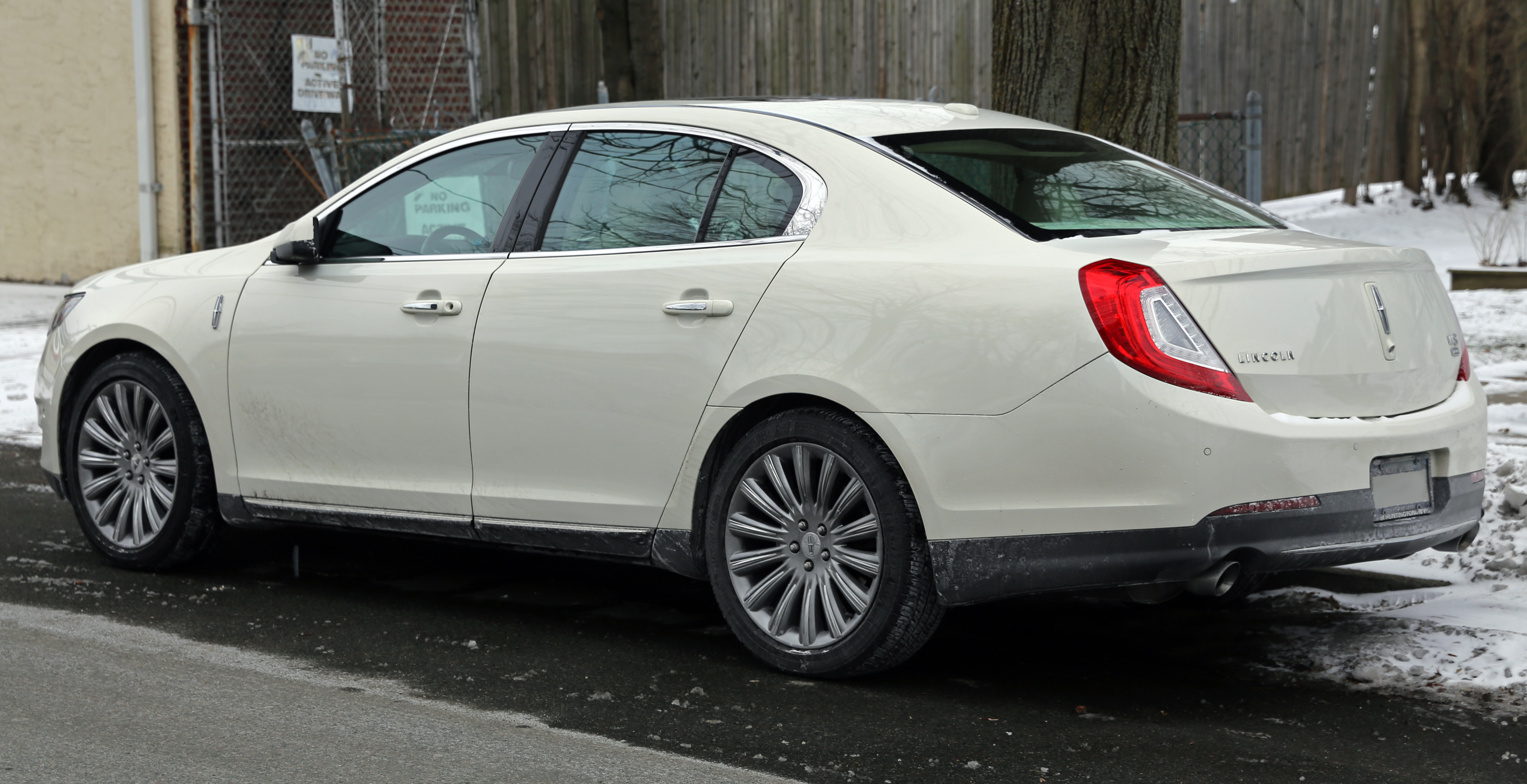
Lincoln MKS - tył po liftingu

Premierę nowego luksusowego sedana marki Lincoln poprzedziła premiera prototypu MKS Concept podczas targów motoryzacyjnych w Detroit w styczniu 2006 roku. Wersję produkcyjna modelu po raz pierwszy zaprezentowana została podczas targów motoryzacyjnych w Los Angeles w listopadzie 2007 roku. Produkcja Lincolna MKS rozpoczęła się w maju 2008 roku.
Lincoln MKS utrzymany został w obłych proporcjach, zyskując wysoko poprowadzoną linię szyb, a także wąskie reflektory, a także dwuczęściową atrapę chłodnicy.

### Lifting
W 2013 roku Lincoln MKS przeszedł facelifitng. Zmieniono m.in. przedni grill, zderzak, maskę, reflektory oraz błotniki. Z tyłu pojazdu zastosowano tylne światła wykonane w technologii LED, nowe końcówki wydechu, nową klapę bagażnika i przeniesiono rejestrację na zderzak. Zmodyfikowano układ hamulcowy i zwiększono jego wydajność. Na nowo skalibrowano układ kierowniczy oraz dodano system CCD (Continously Controlled Damping) monitorujący pracę zawieszenia.
Pojazd wyposażony został także w system Lincoln Drive Control, który można ustawić w położeniu Sport lub Comfort mając na celu dostosowanie sztywności nadwozia i pracy układu kierowniczego do potrzeb kierowcy. We wnętrzu pojazdu zastosowano nowe zegary i konsolę w które umieszczono nowy system informatyczny MyLincoln Touch.

### Koniec produkcji i następca
Produkcja Lincolna MKS została zakończona w połowie 2016 roku w związku z prezentacją przez Lincolna nowego, sztandarowego modelu o stosowanej już wielokrotnie w XX wieku nazwą Continental.

### Silniki
- V6 3.5 DOHC EcoBoost 355 KM
- V6 3.5 DOHC EcoBoost 360 KM
- V6 3.7l DOHC Cyclone 273 KM
- V6 3.7l DOHC Cyclone 277 KM
- V6 3.7 DOHC Ti-VCT Cyclone 305 KM